# Oyá por Nós
"Oyá por Nós" é canção da cantora e compositora brasileira Daniela Mercury com a participação da cantora compatriota Margareth Menezes, incluída no nono álbum estúdio de Mercury, Canibália (2009). Composta por Margareth, a canção foi lançada no dia 5 de janeiro de 2009 pela Sony BMG.